# Patricia Cardoso
Pour les articles homonymes, voir Cardoso.
Patricia Cardoso est une réalisatrice de cinéma et de télévision américaine, née à Bogota (Colombie).

## Biographie
Elle fait des études en cinéma à l'université de Californie à Los Angeles.
Chargée de programmation au festival de Sundance, elle réalise son premier film, Ana (Real Women Have Curves), en 2002. Ce film remporte à ce festival le Prix du public et un prix spécial du jury décerné au jeu des actrices America Ferrera et Lupe Ontiveros. Elle est la première réalisatrice d'origine latino-américaine a remporté le prix du public à ce festival.
Au début des années 2010, Patricia Cardoso tourne les téléfilms Le Secret d'Eva (Lies in Plain Sight) et Mères entremetteuses (Meddling Mom), ainsi que les six épisodes de la mini-série Ro, avec Melonie Diaz.
En 2017 sort El Paseo de Teresa, un film colombien que Patricia Cardoso tourne en espagnol et qui ne rencontre aucun succès. Après cet échec, elle se cantonne dans la réalisation d'épisodes de séries télévisées américaines.
En 2020, son film Ana (2002) est ajouté au National Film Registry et Patricia Cardoso devient la première réalisatrice latina à faire son entrée dans le répertoire.

## Filmographie

### Cinéma
- 1989 : Aisle of Dreams (court métrage)
- 1990 : The Air Globes (court métrage)
- 1991 : Cartas al niño Dios (court métrage)
- 1994 : The Water Carrier of Cucunuba (moyen métrage)
- 1994 : El reino de los cielos (moyen métrage)
- 1996 : The Water Carrier (moyen métrage)
- 2002 : Ana (Real Women Have Curves)
- 2011 : Deep Blue Breath (court métrage)
- 2016 : La Clave (court métrage)
- 2017 : El Paseo de Teresa

### Télévision
- 2010 : Le Secret d'Eva (Lies in Plain Sight), téléfilm
- 2012 : Ro (mini-série) - 6 épisodes
- 2013 : Mères entremetteuses (Meddling Mom), téléfilm
- 2018 : Queen Sugar (en) (série TV) - 1 épisode
- 2019 : In the Dark (en) (série TV) - 1 épisode
- 2019 : The Society (série TV) - 1 épisode
- 2019 : Émergence (Emergence) (série TV) - 1 épisode
- 2019 : Les Chroniques de San Francisco (Tales of the City) (série TV) - 1 épisode
- 2019 : All Rise (série TV) - 1 épisode
- 2020 : Party of Five (en) (série TV) - 2 épisodes